# Ла Гиш, Луи-Анри де
Луи-Анри-Казимир, маркиз де Ла Гиш (фр. Louis-Henri-Casimir, marquis de La Guiche; 4 декабря 1777, Париж — 16 мая 1843, там же) — французский политик, член Палаты пэров.
Сын генерала маркиза Амабля Шарля де Ла Гиша (1747—1794) и Жанны-Марии де Клермон-Монтуазон (1757—1822).
Во время Первой Реставрации назначен шефом батальона Национальной гвардии, затем подполковником жандармов королевской гвардии и генерал-инспектором Национальной гвардии в департаменте Сона и Луара. 17 августа 1815 принят в состав Палаты пэров, голосовал за казнь маршала Нея. 
Президент коллегии выборщиков департамента Сона и Луара в 1820, 1824, 1827 и 1830, генеральный советник того же департамента в 1822—1833.

## Награды
- Кавалер ордена Святого Людовика (1815)
- Кавалер ордена Почетного легиона (1823)
- Офицер ордена Почетного легиона (1825)

## Семья
Жена (1803): Амели Франсуаза Луиза де Клерон д'Оссонвиль (1780—1824), дочь Жозефа Луи Бернара де Клерона, графа д'Оссонвиля (1737—1806), и Антонин-Мари де Ренье де Герши (1748—1847)
Дети:
- Антуанетта Мари Генриетта де Ла Гиш (1804—1865). Муж (7.05.1827): Алексис де Гиньяр, граф де Сен-При (1805—1851)
- Мари Бернардин Клотильда де Ла Гиш (1806—1873). Муж (1828): Леонард Антуан де Валлен (1805—1858)
- Филибер-Бернар, маркиз де Ла Гиш (1815—1891). Жена (11.04.1850): Матильда де Рошешуар-Мортемар (1830—1924), дочь Анна Виктюрньена Рене Роже де Рошешуар-Мортемар, маркиза де Мортемара (1804—1893) и Габриели Бонны де Лоренсен (1808—1894)